# 松下綽宏
松下 綽宏 （まつした のぶひろ、1941年または1942年 - ）は、日本の地方公務員。神戸市都市計画局長、同市助役、神戸ハーバーランド社長を歴任。瑞宝小綬章受章。

## 人物・経歴
1965年（昭和40年）3月神戸大学工学部土木工学科卒業、1965年（昭和40年）4月神戸市役所入職。
入職後は主に都市計画畑を歩み、都市計画局計画部計画課長、土木局道路部広域幹線推進室長、都市計画局計画部長を歴任後、1997年4月 鶴来紘一の後任として都市計画局長、2001年11月 梶本日出夫、鵜崎功とともに神戸市助役就任。株式会社神戸ハーバーランド情報センター代表取締役社長、神戸新交通株式会社社長を兼務。ポートアイランド線の神戸空港延伸に取り組んだ。2005年11月 神戸市助役退任。神戸ハーバーランド株式会社代表取締役社長となり、商業施設中心だった同ランドに高層マンションを建設し、方策の転換を図った。

## 栄典
2018年、平成30年秋の叙勲で地方行政事務功労により瑞宝小綬章を受章